# Cessna 195

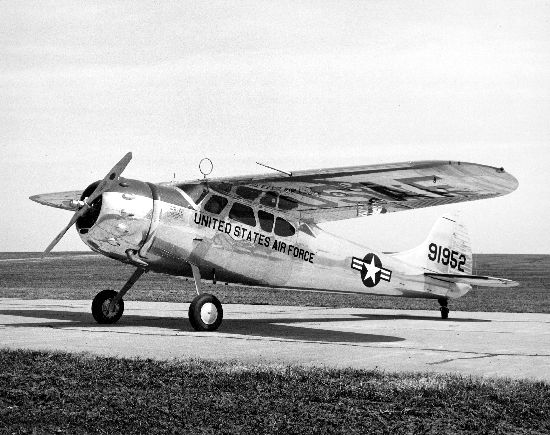
LC-126A

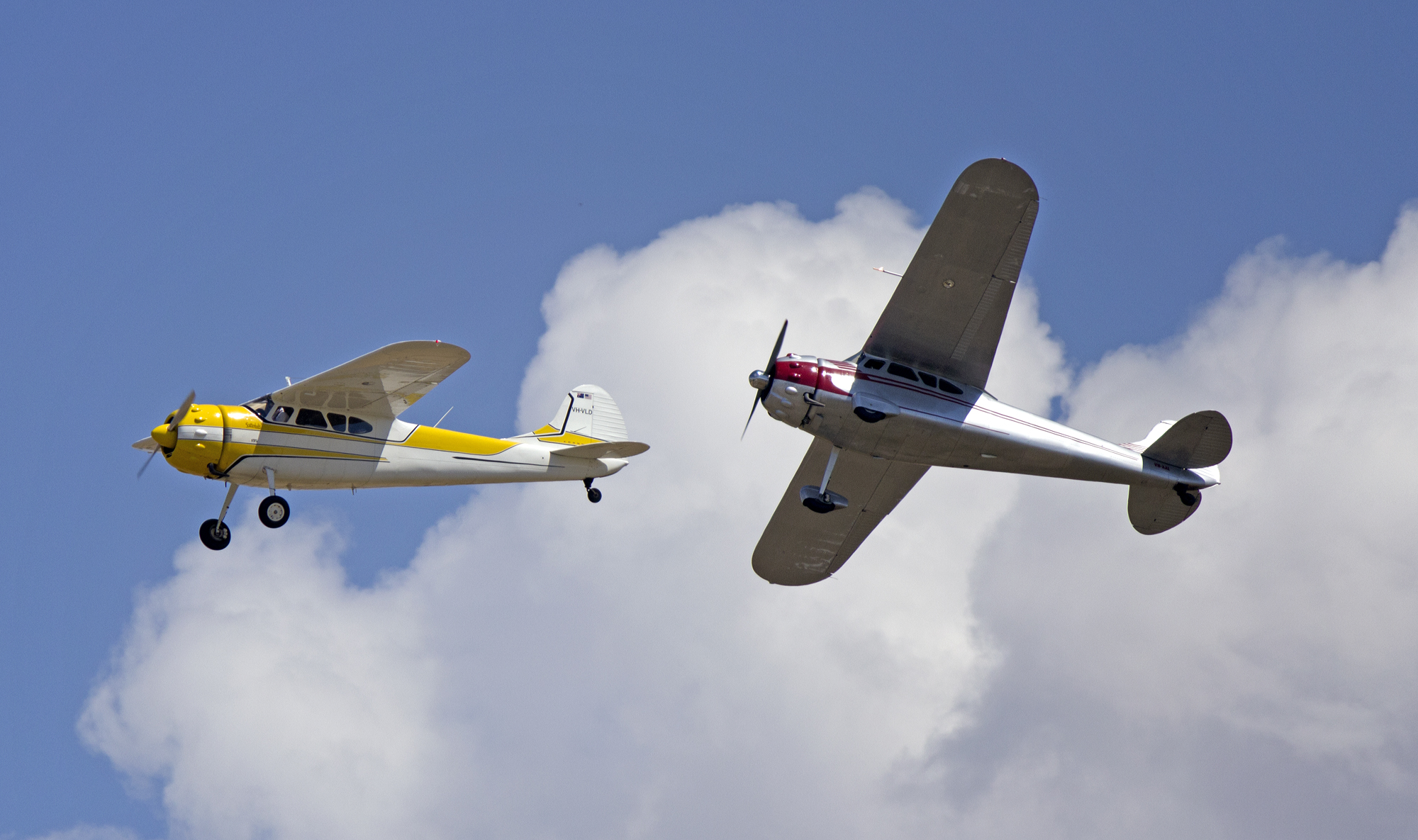
Cessna 195B bản 1953 và Cessna 190 bản 1948

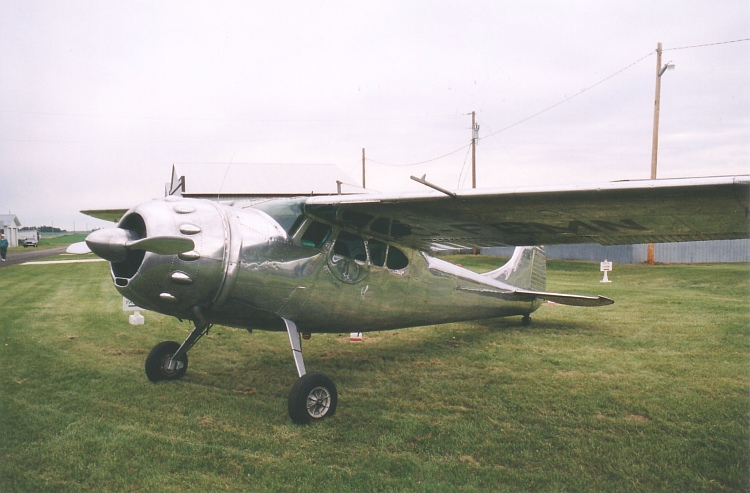
Cessna 195 năm 1949

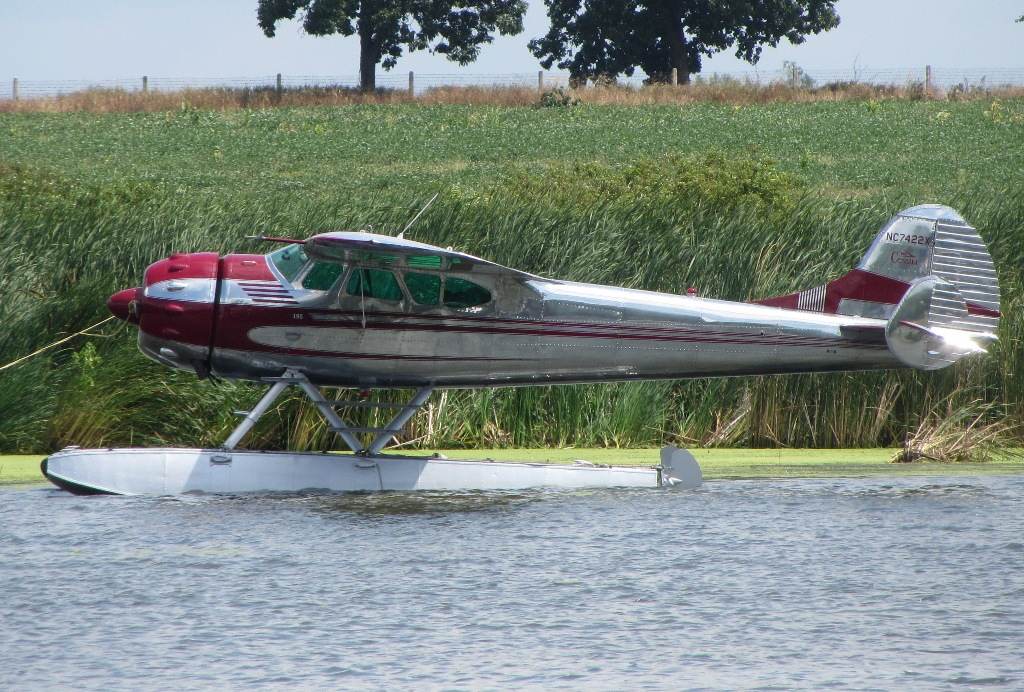
195 trang bị phao nổi

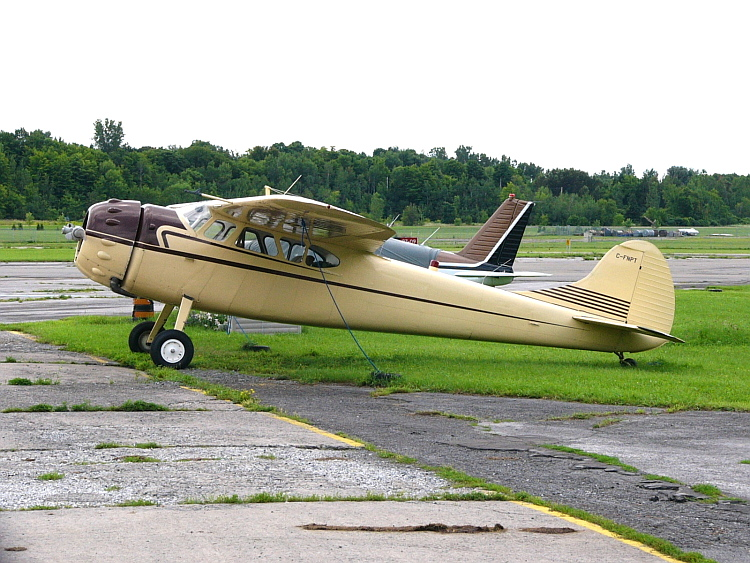
Cessna 190] bản 1947

Cessna 190 và 195 Businessliner là một dòng máy bay hạng nhẹ, trang bị động cơ piston, do Cessna sản xuất trong giai đoạn 1947 – 1954.

## Biến thể

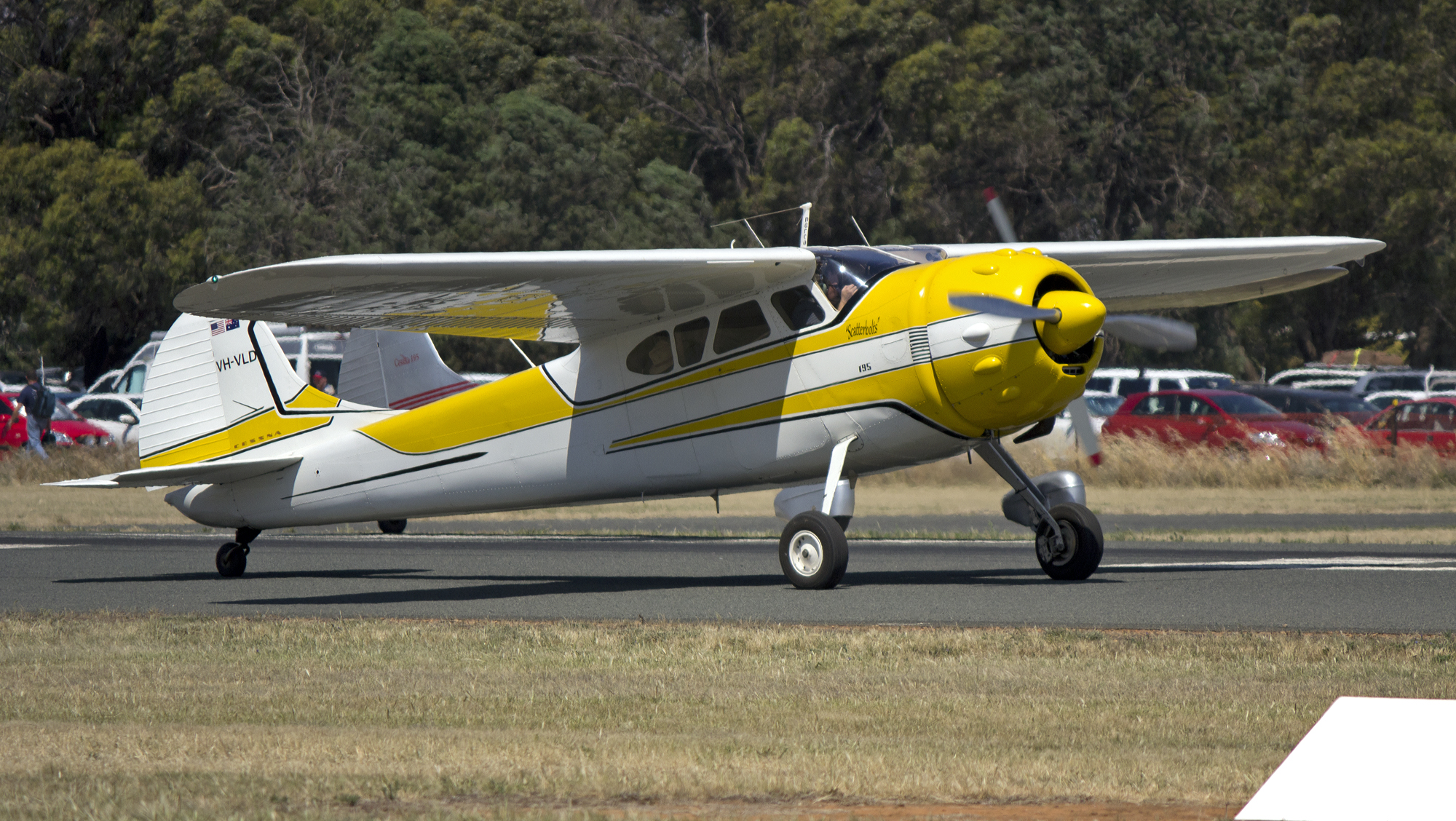
Cessna 195B bản 1953

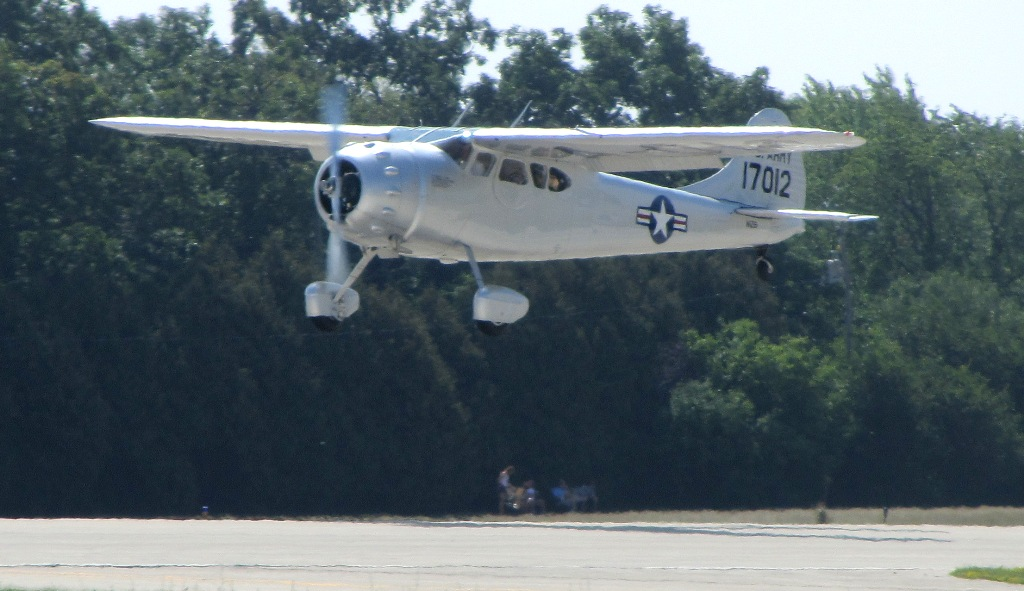
LC-126C hạ cánh

190
195
195A
195B
LC-126A
LC-126C

## Quốc gia sử dụng

### Dân sự
Cessna 190 và 195 được sử dụng rất phổ biến trong các công ty và tổ chức tư nhân.

### Quân sự
Hoa Kỳ
- Không quân Vệ binh quốc gia
- Lục quân Hoa Kỳ
- Không quân Hoa Kỳ

## Tính năng kỹ chiến thuật (Cessna 195)
Dữ liệu lấy từ The Complete Guide to Single Engine Cessna, 3rd Edition
Đặc tính tổng quát
- Kíp lái: 1
- Sức chứa: 4 hành khách
- Chiều dài: 27 ft 4 in (8,33 m)
- Sải cánh: 36 ft 2 in (11,02 m)
- Chiều cao: 7 ft 2 in (2,18 m)
- Trọng lượng rỗng: 2.100 lb (953 kg)
- Trọng lượng có tải: 3.350 lb (1.520 kg)
- Sức chứa nhiên liệu: 75 galông Mỹ (280 l; 62 gal Anh)
- Động cơ: 1 × Jacobs R-755 , 300 hp (220 kW)
- Cánh quạt: 2-lá Hamilton Standard

Hiệu suất bay
- Vận tốc cực đại: 185 mph (298 km/h; 161 kn)
- Vận tốc hành trình: 170 mph (148 kn; 274 km/h) ở 70% công suất
- Vận tốc tắt ngưỡng: 62 mph (54 kn; 100 km/h) động cơ tắt, cánh tà 45°
- Tầm bay: 800 mi (695 nmi; 1.287 km) ở 70% công suất
- Trần bay: 18.300 ft (5.578 m)
- Vận tốc lên cao: 1.200 ft/min (6,1 m/s)
- Tải trên cánh: 15,36 lb/foot vuông (75,0 kg/m2)